# 季韋耶沃區

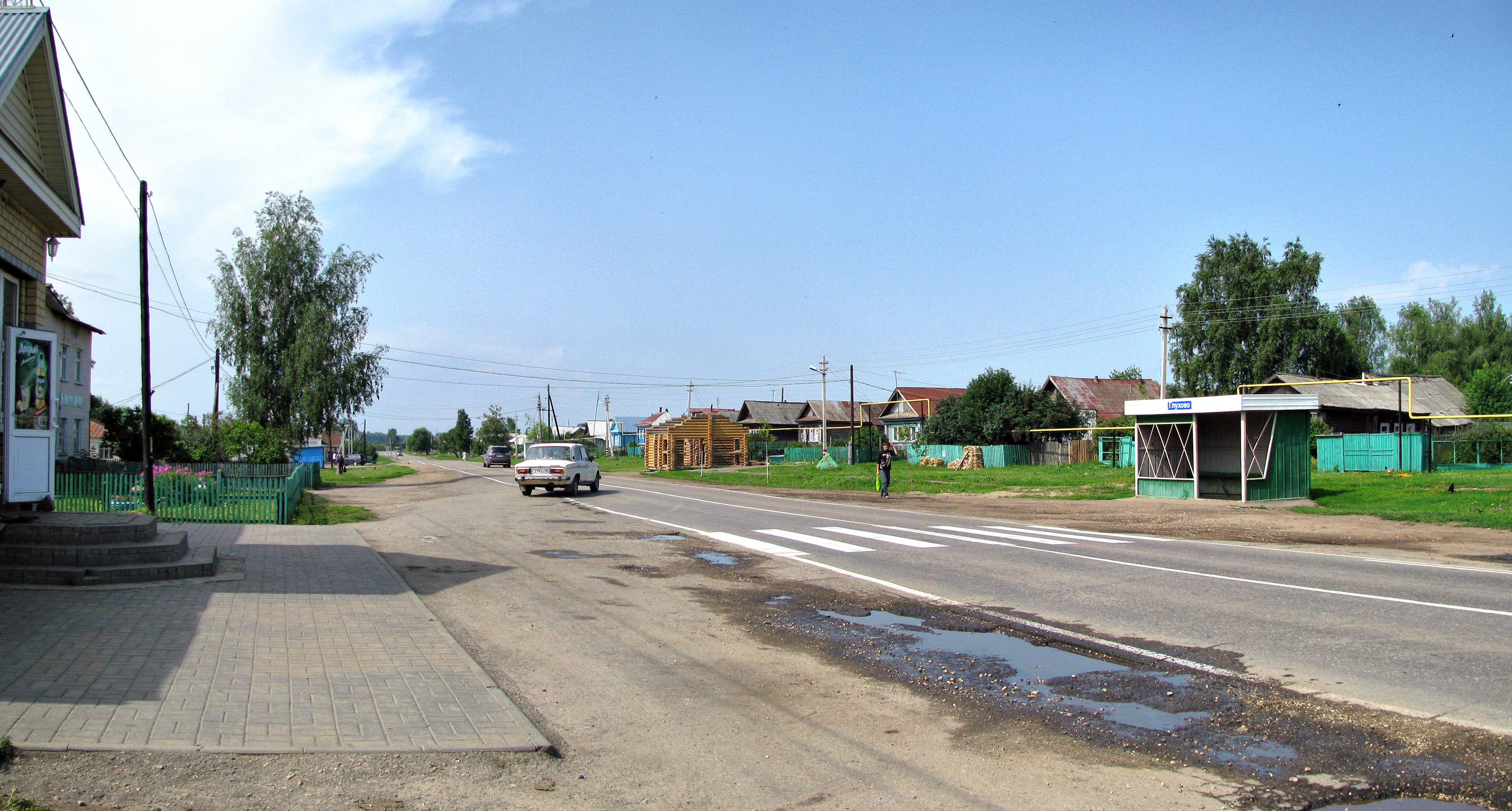

55°02′45″N 43°13′57″E / 55.04583°N 43.23250°E
季韋耶沃區（俄语：Дивеевский район），是俄羅斯的一個區，位於該國西部，由下諾夫哥羅德州負責管轄，始建於1929年，面積844.8平方公里，2010年人口16,618，人口密度每平方公里19.67人。